# هيلاري بيل
هيلاري بيل (بالإنجليزية: Hilary Bell)‏ هي كاتِبة أسترالية، ولدت في 1966 في سيدني في أستراليا.

## وصلات خارجية
- هيلاري بيل على موقع IMDb (الإنجليزية)